# Charmes (Aisne)
Charmes és un municipi francès, situat al departament de l'Aisne, dins la regió dels Alts de França. L'any 1999 tenia 1.749 habitants.

## Situació
Charmes es troba al centre-oest del departament de l'Aisne.

## Administració
L'alcalde de la ciutat és Bruno Cocu (2001-2008).

## Demografia
| Evolució de la població |      |      |      |      |      |      |      |      |
| 1793                    | 1800 | 1806 | 1821 | 1831 | 1836 | 1841 | 1846 | 1851 |
| 355                     | 431  | 421  | 464  | 626  | 662  | 646  | 218  | 788  |

| 1856 | 1861 | 1866 | 1872 | 1876 | 1881 | 1886 | 1891 | 1896 |
| ---- | ---- | ---- | ---- | ---- | ---- | ---- | ---- | ---- |
| 796  | 775  | 801  | 777  | 793  | 855  | 921  | 883  | 962  |

| 1901  | 1906  | 1911  | 1921 | 1926  | 1931  | 1936  | 1946  | 1954  |
| ----- | ----- | ----- | ---- | ----- | ----- | ----- | ----- | ----- |
| 1.114 | 1.097 | 1.072 | 653  | 1.473 | 1.489 | 1.503 | 1.694 | 1.776 |

| 1962  | 1968  | 1975  | 1982  | 1990  | 1999  | 2006 | 2011 | 2016 |
| ----- | ----- | ----- | ----- | ----- | ----- | ---- | ---- | ---- |
| 1.924 | 1.910 | 1.778 | 1.751 | 1.855 | 1.749 | -    | -    | -    |

| 2019 | - | - | - | - | - | - | - | - |
| ---- | - | - | - | - | - | - | - | - |
| -    | - | - | - | - | - | - | - | - |